# Quartetto per archi n. 12 (Beethoven)
Il Quartetto per archi n. 12 in Mi bemolle maggiore op. 127 di Ludwig van Beethoven fu scritto nel 1825. È il primo degli ultimi cinque quartetti di Beethoven.
È composto da quattro movimenti:
1. Maestoso—Allegro
2. Adagio, ma non troppo e molto cantabile
3. Scherzando vivace
4. Allegro

Nel progetto iniziale Beethoven aveva pensato a due movimenti supplementari, uno fra il primo ed il secondo ed un altro fra il terzo ed il quarto.